# Guy Trépanier
 (août 2011).
Si vous disposez d'ouvrages ou d'articles de référence ou si vous connaissez des sites web de qualité traitant du thème abordé ici, merci de compléter l'article en donnant les références utiles à sa vérifiabilité et en les liant à la section « Notes et références ».
Pour les articles homonymes, voir Trépanier.
Guy Trépanier, né à Portneuf-sur-Mer en 1948, est un auteur-compositeur-interprète et producteur de disques québécois.
Il est, entre autres, le cofondateur avec les ingénieurs Billy Swalowszki et Bruno Ruffolo du Studio Concept.

## Biographie
Après des études en musique, il lance à 22 ans un premier album éponyme enregistré au Studio André Perry et réalisé par Marc Fortier sur lequel jouent Serge Fiori (Harmonium) et Real Desrosiers (Beau Dommage), deux musiciens encore inconnus. Le succès est instantané[réf. nécessaire]. Suit ensuite, en 1973, l'album Suite et début, suivi de Pour un gars heureux (1974), Guy Trépanier IV (1977) et enfin Fragile/L'hiver (1979).
Dans les années 1980, il devient exclusivement compositeur. En 1984, il compose la chanson Je l'aime que Nicole Martin et Martine St-Clair chantent en duo, puis il fonde avec les ingénieurs Billy Swalowszki et Bruno Ruffolo le Groupe Concept (qui comprend une étiquette de disques et un studio d'enregistrement).
La première parution du Groupe Concept est un album de son fondateur intitulé On court, on court après... qui sort en 1985. Suit ensuite la même année l'album collectif Noël, nuit de paix dont certaines chansons sont interprétées par Guy Trépanier lui-même. Un an plus tard, sort la bande sonore de la série Lance et compte.
En 1988, la bande sonore du film La grenouille et la baleine sort, puis, en 1989, le volume 2 de la série Lance et compte et le premier album musical de la série Le club des 100 watts. Le volume 2 paraît en 1991, suivi de près sur étiquette Intermède Communications de l'album Noël où il interprète des succès des fêtes en anglais.
En 1992, il réalise l'album Authentique de Renée Martel puis, l'année suivante, du premier album d'Annie-Major Matte, un disque de Noël intitulé Les petits Noëls (qui sera réintroduit sur le marché en 1999 par ICE Multimédia sous le titre Adibou découvre le temps des fêtes).